# Erich Wunderwald

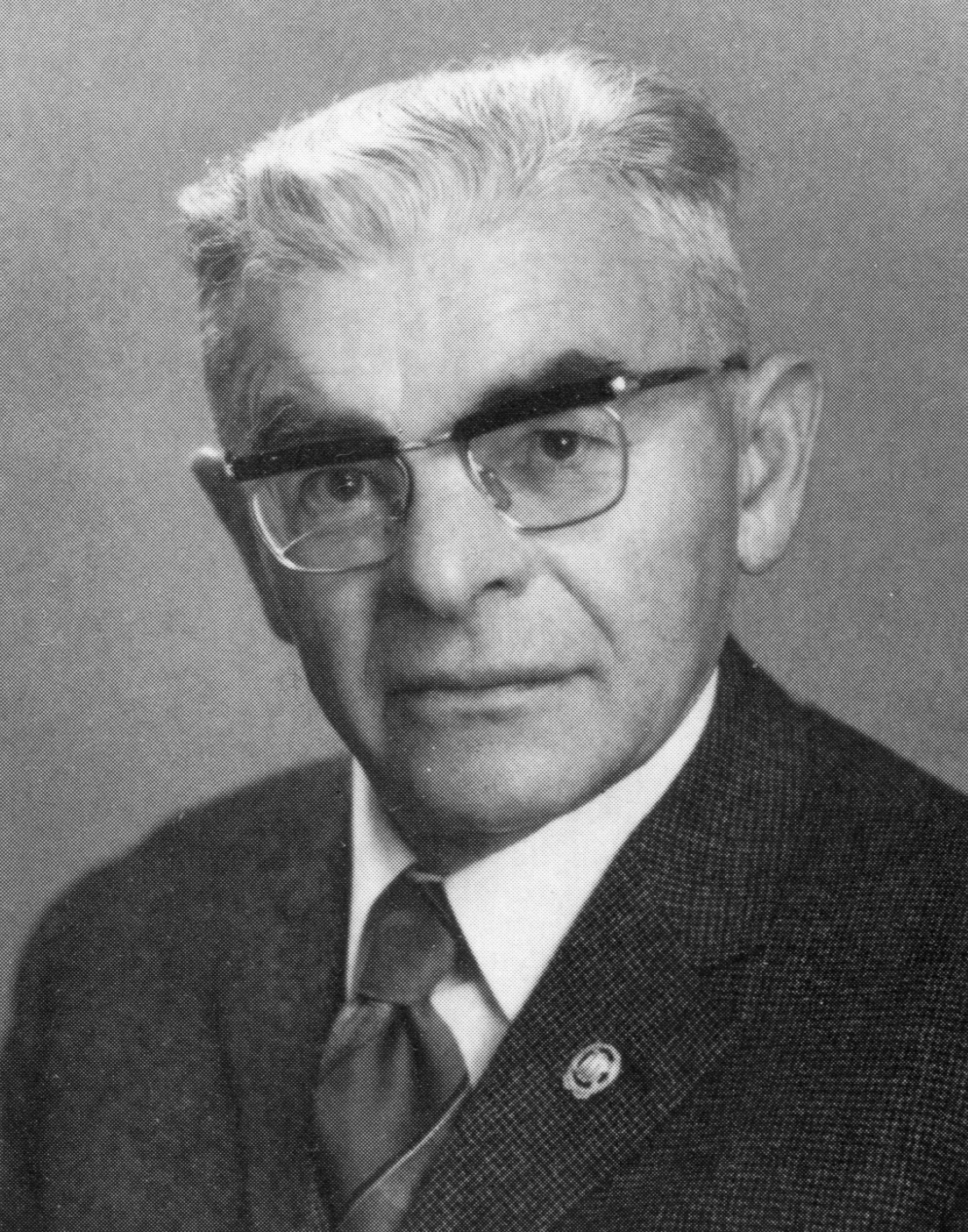
Erich Wunderwald (1982)

Erich Wunderwald (* 16. September 1903 in Ruppendorf; † 1988) war ein deutscher Mundartdichter und -sprecher aus dem sächsischen Osterzgebirge.

## Leben
Nach dem Schulbesuch erlernte er den Beruf eines Schumachers, war aber schon bald als Metallarbeiter tätig. Bereits in den Jahren nach dem Endes des Zweiten Weltkrieges begann er sich mit der alten erzgebirgischen Tradition des Mundartsprechens und -dichtens zu beschäftigen. Als zu Weihnachten in der kleinen Gemeinde Ruppendorf mit dem damaligen Volkschor und der Dorfkapelle ein Heimatabend durchgeführt wurde, erklärte sich Erich Wunderwald und einige andere sangesfreudige Einwohner auf Nachfrage bereit, dabei mitzuwirken. Die sich daraus spontan gebildete Singgemeinschaft nannte sich scherzhaft Ruppendorfer Ruinenspatzen. Daraus entstand die spätere Kulturgruppe aus dem Erzgebirge. Das erste komplette Abendprogramm gaben die Ruinenspatzen im Herbst 1946 unter dem Motto von Anton Günthers Erzgebirgslied Wu de Walder haamlich rauschen. Der Erfolg dieses Programms führte zu zahlreichen Auftritten auch in den Nachbarorten. Allmählich begann die Heimatgruppe ihr Programm zu erweitern. Sie besann sich nicht nur auf traditionelle Liedgut aus dem Erzgebirge, sondern nahm auch neue Liedschöpfungen in die Programme auf. Besonders in der Adventszeit häuften sich die Auftritte dieser Erzgebirgsgruppe vor allem im Rahmen von Veranstaltungen der Volkssolidarität und des FDGB-Feriendienstes für Urlauber aus nah und fern. In den letzten Jahren fuhr die Erzgebirgsgruppe auch zu Gastspielen außerhalb des Erzgebirges.
Erich Wunderwald gab den Ruppendorfer Ruinenspatzen als Leiter und talentierter, urwüchsiger Mundartsprecher ein unverwechselbares Gepräge.
Daneben war Erich Wunderwald auch aktives Mitglied der Bezirksarbeitsgemeinschaft Mundart beim Bezirkskabinett für Kulturarbeit in Dresden und schrieb mehrere Mundartgedichte und heitere Dichtungen, die er bei seinen Programmen selbst vortrug. Einige davon wurden zu Mundartliedern vertont. 

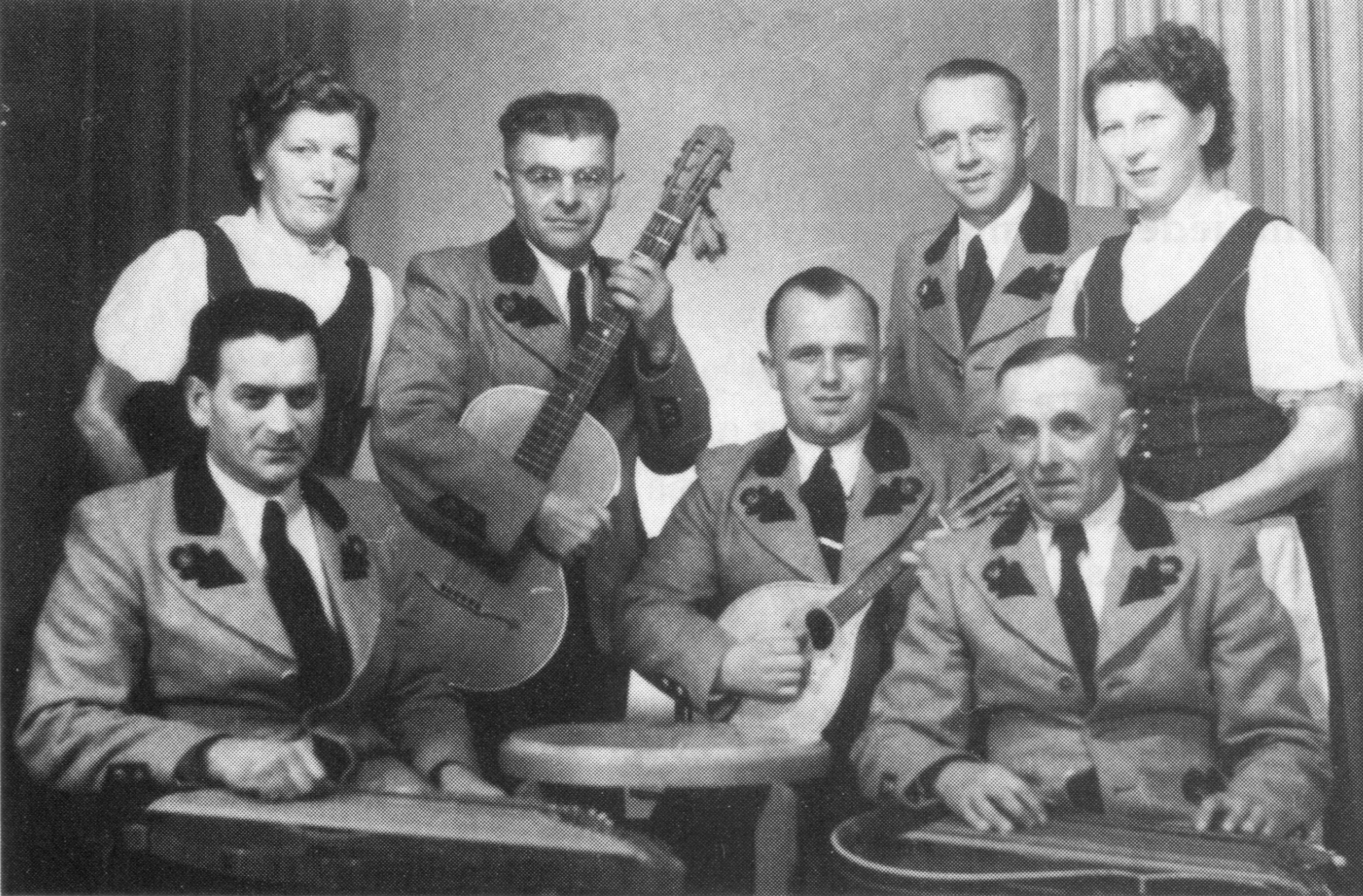
Ruppendorfer Ruinenspatzen, 1970 (v. l. n. r. Willy Kleber, Ilse Fischer, Erich Wunderwald, Herbert Sandig, Walter Hantzsch, Kurt Schlimpert und Dorle Zimmermann)

## Ehrungen
- 1975 Medaille Für Verdienste im künstlerischen Volksschaffen
- 1978 Hervorragendes Volkskunstkollektiv (Erich Wunderwald mit den Ruppendorfer Ruinenspatzen)
- Ehrennadel der Volkssolidarität (Erich Wunderwald mit den Ruppendorfer Ruinenspatzen)